# La secta
La secta (títol original en anglès, Berlin Nobody) és una pel·lícula escrita i dirigida per Jordan Scott i protagonitzada per Eric Bana, Sadie Sink i Sylvia Hoeks. És una adaptació de la novel·la Tokio de Nicholas Hogg del 2015. S'ha subtitulat al català.

## Repartiment
- Eric Bana com a Ben Monroe[3]
- Sylvia Hoeks com a Nina[4]
- Sadie Sink com a Mazzy[1]
- Jonas Dassler[4]
- Sophie Rois[4]